# Petru Efesiu
Petru Emanoil Efesiu (geb. zweite Hälfte des 18. Jahrhunderts in Ephesos; gest. nach 1820 in Bukarest) war ein rumänisch-griechischer Musikpädagoge und Komponist, der eine zentrale Rolle bei der Reform der byzantinischen Kirchenmusik in Rumänien spielte.

## Frühes Leben und Ausbildung
Efesiu wurde in Ephesos geboren und entstammte einer griechischen Familie. Er erhielt seine erste musikalische Ausbildung unter dem griechischen Lehrer Gheorghe Cretanul, einem Vorreiter der chrysanthischen Reform. Anschließend studierte er an der berühmten Musikschule in Konstantinopel bei Chrysanthos von Madytos, Gregorios Protopsaltis und Hurmuz Hartofilax. Dort lernte er das neue psaltische Notationssystem kennen, auch „neue Systima“ genannt, das die traditionelle Kirchenmusik nachhaltig verändern sollte. Im Jahr 1816 zog Efesiu nach Bukarest und gründete an der Kirche Sfântul Nicolae Șelari eine Schule für byzantinische Musik. Zu seinen berühmtesten Schülern zählen Makarije, Anton Pann und Panaiot Enghiurliu.

## Veröffentlichungen
Efesiu war auch als Herausgeber und Übersetzer tätig. Im Jahr 1820 druckte er in Bukarest den Anastasimatar (Νέον Αναστασιματάριον) von Petros Lampadarios, das erste Buch, das im neuen psaltischen Notationssystem veröffentlicht wurde. Im selben Jahr folgte die Veröffentlichung des Doxastar (Σύντομον Δοξαστάριον), ebenfalls von Petros Lampadarios, das in gekürzter Form die Doxologien der orthodoxen Liturgie enthielt. Petru Efesiu komponierte zudem Kirchenmusik, teilweise mit rumänischen Texten. Er übersetzte zahlreiche Werke griechischer Komponisten ins Rumänische und trug damit zur Verbreitung der byzantinischen Kirchenmusik in Südosteuropa bei.